# BCR Open Romania Ladies
Il BCR Open Romania Ladies è un torneo di che si gioca a Bucarest in Romania. Fa parte della categoria ITF Women's Circuit.

## Nomi precedenti
- 2007-2008: Gaz de France Stars Bucharest
- 2009: GDF Suez Open Romania
- 2010: Ruxandra Dragomir Open

## Albo d'oro

### Singles
| Anno          | Nome torneo                   | Campionessa             | Finalista          | Punteggio        |
| ------------- | ----------------------------- | ----------------------- | ------------------ | ---------------- |
| 2007 (25k)    | Gaz de France Stars Bucharest | Sorana Cîrstea          | Alexandra Dulgheru | 6–4, 6–3         |
| 2008 (50k)    | Gaz de France Stars Bucharest | Petra Cetkovská         | Sorana Cîrstea     | 7–6(5), 7–6(3)   |
| 2009 (100k)   | GDF Suez Open Romania         | Andrea Petković         | Stefanie Vögele    | 6–3, 6–2         |
| 2010 (75k)    | Ruxandra Dragomir Open        | Jelena Dokić            | Zuzana Ondrášková  | 3–6, 6–1, 7–6(3) |
| 2011 (100k+H) | BCR Open Romania Ladies       | Irina-Camelia Begu      | Laura Pous Tió     | 6–3 7–5          |
| 2012          | BCR Open Romania Ladies       | María-Teresa Torró-Flor | Garbiñe Muguruza   | 6–3, 4–6, 6–4    |

### Doubles
| Anno          | Nome torneo                   | Campionesse                     | Finaliste                           | Punteggio               |
| ------------- | ----------------------------- | ------------------------------- | ----------------------------------- | ----------------------- |
| 2007 (25k)    | Gaz de France Stars Bucharest | Sorana Cîrstea Agnes Szatmari   | Mihaela Buzărnescu Monica Niculescu | Walkover                |
| 2008 (50k)    | Gaz de France Stars Bucharest | Petra Cetkovská Hana Šromová    | Sorana Cîrstea Agnes Szatmari       | 6–4, 7–5                |
| 2009 (100k)   | GDF Suez Open Romania         | Irina-Camelia Begu Simona Halep | Julia Görges Sandra Klemenschits    | 2–6, 6–0, [12–10]       |
| 2010 (75k)    | Ruxandra Dragomir Open        | Irina-Camelia Begu Elena Bogdan | María Irigoyen Florencia Molinero   | 6–1, 6–1                |
| 2011 (100k+H) | BCR Open Romania Ladies       | Irina-Camelia Begu Elena Bogdan | Maria Elena Camerin İpek Şenoğlu    | 6(1)–7, 7–6(4), [16–14] |
| 2012          | BCR Open Romania Ladies       | Irina-Camelia Begu Alizé Cornet | Elena Bogdan Ioana Raluca Olaru     | 6–2, 6–0                |